# Joseph Jermia
Joseph Hilongwa Jermia (* 18. September 1981 in  Südwestafrika) ist ein ehemaliger namibischer Boxer. Er war unter dem Kampfnamen Smokey Joe bekannt und beendete 2004 nach nur zwei Jahren seine Karriere.
Jermia nahm an den Commonwealth Games 2002 teil, wo er in der Gewichtsklasse bi 48 Kilogramm den fünften Rang erkämpfte. Er gewann bei den Afrikaspielen 2003 in Abuja Bronze im Halbfliegengewicht. Er nahm zudem an den Olympischen Spielen 2004 in Athen im Leichtfliegengewicht teil. 
Anfang 2020 wurde Jermia in seinem Heimatland wegen Wilderei verhaftet.